# Мали Амадеус
Мали Амадеус је немачка анимирана серија (позната као Die Abenteuer des jungen Amadeus  - "Авантуре младог Моцарта") која је дебитовала на PBS Kids 7. септембра 2008. до 1. марта 2009. Епизоде су дебитовале на већини PBS станица. Дистрибуирала га је америчка јавна телевизија. Помаже младом Волфгангу Амадеусу Моцарту да изведе музику са музичким делима композитора. Серија која је првобитно емитована на КiKa у Немачкој.

## Радња
Волфганг Амадеус Моцарт је био као Геније. Компоновао је клавирску музику само пет година и већ годинама изводи концерте широм Европе, а упознао је важне људе у своје време, као што је краљ Лудвиг XV или аустријска царица Марија Терезија. Ови и други историјски догађаји приказани су у анимираној серији Мали Амадеус, најпознатијег светског композитора. Епизоде приказују почетак Моцарте као нормалног и паметног мамца, који је измислио и створио чворно божанство, иако је у то време био најпознатији композитор 18. века. Путем авантуре, Амадеус и даље показује незабораван део композиције.